# Marie-Louise Driancourt
Marie-Louise Driancourt (nascida Martin, 1887 - 1914) foi uma piloto francesa e pioneira da aviação. Ela foi a sexta mulher no mundo a receber uma licença de piloto.
Driancourt nasceu em Lyon, França, e mais tarde mudou-se para Paris, onde se casou e teve três filhos. O seu marido, também um entusiasta da aviação, a encorajou a começar a voar, e ela começou a ter aulas de voo em 1910 na escola Blériot perto de Chartres. Em 1911 ela foi transferida para a Escola Caudron em Le Crotoy. Em 15 de junho de 1911 ela recebeu a sua licença de piloto, tornando-se na sexta mulher no mundo (a quinta na França) a fazê-lo. No restante do ano, ela competiu e participou numa série de exposições, incluindo uma em Pamplona, Espanha, onde foi elogiada pelas suas façanhas por Afonso XIII. No entanto, em 1912, o seu marido morreu num acidente de carro. Ela apareceu em mais uma exposição, em abril de 1912 em Juvisy-sur-Orge, e parece que ela então parou de pilotar.
Driancourt morreu de doença no final de 1914 em L'Haÿ-les-Roses.